# Melisa grandis
Melisa grandis är en fjärilsart som beskrevs av Holland 1893. Melisa grandis ingår i släktet Melisa och familjen björnspinnare. Inga underarter finns listade i Catalogue of Life.